# Als
Als (na língua alemã, Alsen) é uma ilha do Mar Báltico, na costa da Jutlândia (54° 59′ N, 9° 53′ L) e unida a ela por duas pontes. Pertence à Dinamarca, mas, como resultado da guerra de 1864, passou para a Alemanha até que num plebiscito em 1920 voltou de novo à Dinamarca.
Tem 321 km² de área e em 2010 tinha 51 322 habitantes. Sønderborg é a capital, Nordborg, Augustenborg e Sydals são outras cidades importantes.
A ilha tem muitos vestígios arqueológicos do final da idade da pedra.

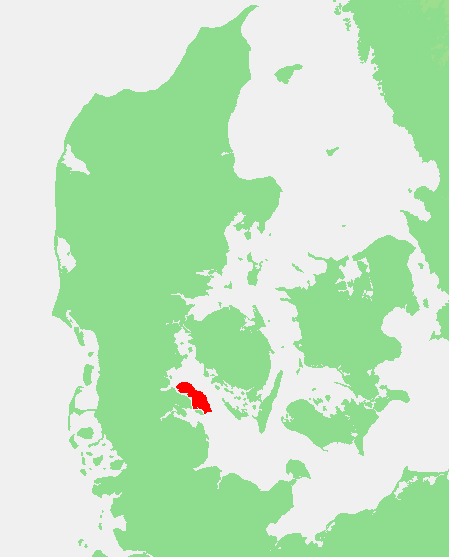
Localização de Als